# Krister Olsson
Ulf Krister Olsson, född 20 december 1943 i Stensele församling, är en svensk entreprenör och näringslivsprofil.

## Biografi
Olsson växte upp i Storuman, där morfadern hade slakteri med butik. Han är son till Clary Johansson och Gunnar Olsson, som kom från Sunne i Värmland och ägde vvs-firman Olssons värme och ett flygbolag i Storuman. Fadern omkom 1963 i en flygolycka och Krister Olsson, som tänkt ägna sig åt flygbranschen, fortsatte i stället inom vvs och skogsindustrin. 
Krister Olsson fortsatte under 1970-talet sin verksamhet med att köpa upp sågverk utanför Umeå. 1987 samlade Olsson sina företag i koncernen Balticgruppen, som samma år köpte upp pappersmassaindustrin Sofiehem Pulp och det gamla sjukhusområdet på Umedalen i Umeå. I samma område har Olsson sedan 1994 via Balticgruppen sponsrat den permanenta och vartannat år utökade konstutställningen Umedalen skulptur.

## Inkomst och skatt
2008 låg inkomsten på nästan 263 miljoner. Därmed var han den som tjänade mest i Västerbotten det året. Preliminärt låg hans skatt på 80 miljoner.  Olsson var 2010 en av de tio personer som betalar mest skatt i Sverige.

## Donationer i urval
- 1994 – Anläggning av Umedalens skulpturpark[4]
- 2010 – 20 miljoner till sommarjobb för ungdomar i Umeå[4]
- 2010 – 90 miljoner till Umeå universitets satsning på ett Konstnärligt campus[5]
- 2011 – 100 miljoner kronor till Umeå universitet.[6]
- 2011 – 20 miljoner till ishockeylaget Björklöven[7]
- 2013 – 15 miljoner till Norrlands universitetssjukhus för satsningar inom cancervården.[8]

## Priser och utmärkelser
- 2004 – Hedersdoktor vid den medicinsk fakulteten på Umeå universitet[9]
- 2010 – Umeågalans huvudpartnerpris[10]
- 2013 – Umeågalans 10-åriga profilpris[10]
- 2014 – Västerbotten Grand Prix[11]